# イオン山形北ショッピングセンター
イオン山形北ショッピングセンター（イオンやまがたきたショッピングセンター）は、山形県山形市にあるイオン東北株式会社運営のショッピングセンターである。

## 概要
1997年に開業。山形市の北部に位置し、イオンと44の専門店から形成される。

## 沿革
- 1997年（平成9年）11月28日：ジャスコ運営の「ジャスコ山形北ショッピングセンター」として開業[2]。
- 2001年（平成13年）8月21日 - ジャスコ株式会社がイオン株式会社に商号変更[3]。
- 2007年（平成19年）11月28日：開業10周年を迎える。
- 2008年（平成20年）8月21日 - イオン株式会社の純粋持株会社移行により、イオンリテール株式会社が小売事業部門を継承[4]。
- 2011年（平成23年）3月1日 : GMS事業の再編に伴い、「イオン山形北店」へ店名変更。
- 2017年（平成29年）11月28日：開業20周年を迎える。
- 2020年（令和2年）
  - 3月1日 : イオン東北株式会社発足に伴い、店舗の管理・運営および食品売場をイオン東北に移管[5]。
  - 4月1日 : 本店を含む全国のイオン直営売場での無料レジ袋配布終了[6]。
- 2021年（令和3年）
  - 9月1日 : イオン東北とイオンリテール東北事業本部の統合に伴い、衣料、住居余暇、H&BC各売場をイオン東北に移管[7]。
- 2022年（令和4年）7月11日 : 荘内銀行イオン山形北支店が、ブランチインブランチ方式により同行ときめき通り支店に移転[8]。

## フロアとテナント

### フロア概要
核店舗のイオン山形北店と44の専門店で構成される。
| 階   | フロア概要                   |
| ---- | ---------------------------- |
| 屋上 | 屋上駐車場                   |
| 2階  | ファッションと暮らしのフロア |
| 1階  | 食料品とファッションのフロア |

### 主なテナント
1階
- ケンタッキーフライドチキン（ファストフード）
- マクドナルド（ファストフード）
- サーティワンアイスクリーム（アイス）
- 築地銀だこ（たこ焼）
- グローブ（レディス・雑貨）
- 無印良品（生活雑貨・食・日用品）
- ほけんの窓口（保険）

2階
- ハナゴロモ（レディス）
- チチカカ（ファッション・雑貨）
- オプティック・パリミキ（メガネ）
- セリア（100円ショップ）
- 介護・看護求人支援センター（仕事相談）
- モーリーファンタジー（ゲームセンター）

※テナント情報は2022年3月時点
出店テナント全店の一覧詳細情報、営業時間およびATMを設置している金融機関の詳細は公式サイト「イオン山形北店」および「イオン山形北 専門店街」を参照。

## アクセス
バス
- 山形駅よりシャトルバスが運行している[注 1][9]。

自動車
- JR羽前千歳駅から車で5分
- 山形自動車道 - 山形北ICより約12分[10]
- 東北中央自動車道 - 山形中央ICより約13分

鉄道
- JR奥羽本線・仙山線 - 羽前千歳駅から徒歩で約17分

## 周辺
- 山形済生病院
- べにっこひろば